# فريدريك شرادر
فريدريك شريدر (بالألمانية: Friedrich Schrader)‏ هو مترجم وكاتب وصحفي ألماني، ولد في 19 نوفمبر 1865 في فولميرشتيت في ألمانيا، وتوفي في 28 أغسطس 1922 في برلين في ألمانيا.